# Maria Montoya Martinez
Pour les articles homonymes, voir Maria Martinez.
Maria Montoya Martinez (c. 1881 – 20 juillet 1980) est une artiste-potière pueblo. 
Le cratère vénusien Martinez a été nommé en son honneur.